# Lovelock (Nevada)
Lovelock város az USA Nevada államában, Pershing megyében, melynek megyeszékhelye is. Lakosainak száma 1805 fő (2020. április 1.).

## Népesség
A település népességének változása:

| 2010 | 1 894 |
| 2020 | 1 805 |